# Together tonight
Albums de Indra
Temptation Best Of
Together tonight est le second album d'Indra. Il a été produit aux États-Unis par les équipes de Michael Jackson et de Madonna. Avec cet album, Indra montre qu'elle n'est pas juste la Reine de la Dance comme on la surnommait à l'époque en proposant des chansons rap comme Mister Casanova, Spend the night with me ou Just do it. Il y a également deux slows : In the back of my mind et Rescue me.
3 singles sortiront : Gimme what's real, Rescue Me et Yesterday is history.
L'album sera un joli petit succès et s'écoulera à plus de 150 000 exemplaires.

## Liste des titres
1. Do you want to party - 3:32
2. Gimme what's real - 4:32
3. In the back of my mind - 4:24
4. I need your love - 4:29
5. Rescue me - 4:57
6. Together tonight - 4:30
7. Mister casanova - 3:21
8. Yesterday is history - 4:25
9. Spend the night with me - 3:55
10. Just do it - 3:16